# Domótica industrial
La domótica industrial es la rama de la tecnología especializada en la implementación de sistemas capaces de integrar todas las funciones de un edificio: iluminación, climatización, gestión energética, persianas y cortinas motorizadas, control de presencia y de accesos, gestión de los sistemas de alarma, monitorización y control desde un puesto central.

## Funcionalidades
Un edificio con instalaciones domóticas puede incluir diferentes servicios:
- Control automático de la iluminación
- Regulación de la climatización
- Gestión flexible del edificio
- Gestión de la seguridad
- Iluminación regulable de forma individualizada
- Serie variada de mensajes
- Accionamiento inteligente de toldos y persianas.

La domótica en edificios ofrece mayor flexibilidad, comodidad, seguridad y rentabilidad. Frente a las soluciones tradicionales, se puede ahorrar hasta un 30% de los gastos habituales a largo plazo.

## Protocolos de comunicación
Un protocolo de comunicación es el lenguaje de comunicación de un Sistema Domótico; a través de éste se comunican los diversos dispositivos que componen la red domótica. Existen diferentes organizaciones internacionales dedicadas a establecer protocolos de comunicación abiertos para el control de edificios y hogares. Este protocolo plantea la fácil comunicación entre los diferentes dispositivos electrónicos, tanto los ya existentes como los nuevos que puedan salir al mercado en un futuro, garantizando la vigencia de todo aparato utilizado en proyectos de demótica. Así mismo se garantiza la seguridad en las instalaciones, ahorro energético y validación internacional.
Tener un protocolo de comunicación implica trabajar con marcas estandarizadas, lo que quiere decir que se integran todos los dispositivos en lugar de trabajar de forma independiente, lo que facilita tanto el uso como la comunicación entre dispositivos.

## Tipos de protocolos
- Cerrados: Protocolos específicos de una marca en particular, sólo son usados por dicha marca. En estos únicamente el fabricante puede realizar mejoras y fabricar dispositivos lo cual limita el crecimiento y desarrollo de los sistemas domóticos.
- Abiertos: Protocolos definidos entre varias compañías con el fin de unificar criterios. No existen patentes de éste, de manera que cualquier fabricante puede desarrollar aplicaciones y productos que lleven implícito el protocolo de comunicación. También se les conoce como protocolos estándar.

## Protocolos estándar
Los protocolos estándar para aplicaciones domóticas más extendidos en México y en el mundo en la actualidad son: X10, KNX y LonWorks.

### X10
Protocolo de comunicaciones para el control remoto de dispositivos eléctricos desarrollado en 1975 por Pico Electronics of Glenrothes, Escocia. Fue la primera tecnología domótica en aparecer para permitir el control remoto de  dispositivos domésticos. Actualmente es la más extendida dada su facilidad de instalación y su bajo precio.
Las señales de control de X10 se basan en la transmisión de ráfagas de pulsos de RF (radio frecuencia) que representan información digital. Estos pulsos se sincronizan en el cruce por cero de la señal de red. Con la presencia de un pulso se obtiene un '1' lógico y su ausencia representa un '0'.  A partir de este protocolo se han propuesto distintas alternativas con diferentes ventajas, incluyendo protocolos como KNX, LonWorks, XD2 o Cebus.

### KNX
Organización con fines sin ánimo de lucro gobernada por la ley belga. Los miembros son fabricantes que desarrollan dispositivos para múltiples aplicaciones en el control de viviendas y edificios, dentro de los cuales se tienen el control de la iluminación, control de persianas y toldos, calefacción, ventilación, aire acondicionado, gestión energética, etc.
La organización KNX México fue establecida en el 2014, sin embargo es una tecnología que apareció a principios de los 90 de la mano de tres protocolos domóticos: BatiBUS, EIB y EHS, que se unieron en 1997 en un único estándar internacional. A nivel mundial, la KNX “Association” tiene acuerdos “partners” con más de 21.000 compañías integradoras en 70 países, más de 50 universidades técnicas, así como más de 100 centros de formación.
Destaca por sus acuerdos de colaboración, los cuales manejan las siguientes categorías:
- Miembros: Fabricantes KNX
- Grupos Nacionales: Representantes de los miembros KNX en los países correspondientes
- Partner: Integradores o Instaladores que han obtenido una certificación KNX
- Userclub: Foro para el intercambio de información entre integradores de sistema experimentados
- Centros de Formación: Centros de KNX certificados para la formación de aspirantes
- Socios Científicos: Universidades e Institutos Técnicos que participan en la investigación KNX
- Entidades asociadas: Asociaciones y Organismos cercanos a KNX
- Laboratorios de ensayo: Laboratorios acreditados que ensayan el software de los dispositivos KNX.

### Lonworks
Plataforma de control creada por la compañía norteamericana ECHELON en 1990. El protocolo LonTalk consta de una mezcla de hardware y firmware sobre un chip de silicio: Neuron Chip. Cualquier dispositivo LONWORKS, también llamado "nodo", está basado en este microcontrolador. Se utiliza para el control de sistemas en varios campos, entre los que se encuentran: el control industrial y en el ferroviario, naval y aeroespacial, en la automatización doméstica y en la monitorización de contadores de energía, alumbrado público y aplicado fundamentalmente a instalaciones del sector terciario.